# Jeanne Ngo Maï
Jeanne Ngo Maï, née en 1933, morte en 2008, est une femme de lettres camerounaise, considérée comme la première poétesse camerounaise ayant fait l'objet d'une publication, à la fin des années 1960.

## Biographie
Elle est née à Poutkak près de Ngambé. Elle effectue ses études primaires dans son village, poursuit chez les missionnaires protestants  à Sackbayémé, puis au collège de Libamba et au lycée du Général-Leclerc à Yaoundé. Elle est bachelière en 1954. À la suite d'une bourse attribuée par l'Unesco, elle prolonge ce parcours par des études supérieures en parasitologie, en sérologie et en toxicologie de la faculté mixte de médecine et de pharmacie de l'université de Toulouse, en France. Elle y obtient un diplôme en pharmacie. À Toulouse, elle participe à un cercle de poésie,.
Elle retourne au Cameroun en 1962, et travaille comme pharmacien-chef à l'hôpital central de Yaoundé, durant une année. Elle ouvre ensuite sa propre pharmacie en 1963, et l'exploite jusqu'en 1994,.
Nombre de ses poèmes paraissent dans la publication Le Cameroun littéraire. En 1967, elle publie le recueil de poèmes Poèmes sauvages et de lamentations, ce qui fait d'elle a priori la première poétesse camerounaise dont un recueil est publié. Elle est également, pendant des années, trésorière de l'association nationale des poètes et écrivains camerounais (APEC), fondée en 1960 par René Philombé, membre du prix littéraire AHIDJO et membre de la commission Arts et Lettres du conseil international des Femmes,.
Elle est morte le 20 novembre 2008.